# 山下白雨
「山下白雨」（さんかはくう）は、葛飾北斎の名所絵揃物『富嶽三十六景』全46図中の1図。1831年（天保2年）版行と思われる。
落款は「北斎改為一筆(ほくさい・あらため・いいつ・ひつ)」。版元は永寿堂西村屋与八。
「神奈川沖浪裏」や「凱風快晴」とともに、「三大役物」と呼ばれる。
富士に大きな稲妻が走る様が描かれる。凱風快晴が赤富士と呼ばれるのに対し、この作品は「黒富士」と呼ばれる。
46図中、この作品と「凱風快晴」・「遠江山中（とおとうみ・さんちゅう）」3点は、どこから見た図なのか、確定できていない。